# Teleportacija
Teleportácija je hipni prenos mase iz enega kraja v drugega, tudi na velike daljave. Izraz izhaja iz grškega »τῆλε« (daleč) in latinskega »portatio, portationis« (transport, prevoz). Angleški izraz »teleportation« je skoval pisatelj Charles Fort.

## Filozofija
Filozof Derek Parfit je teleportacijo uporabil v svojem teletransportnem paradoksu.